# Södra Brunnsskogens naturreservat
Södra Brunnsskogen är ett naturreservat i Ronneby kommun i Blekinge län.
Området har varit skyddat sedan 2010 och är 157 hektar stort. Det är beläget stadsnära söder om Ronneby och består mest av barrblandskog, hällmarksskog och ädellövskog med främst ek och bok. Det omfattar även en golfbana. Det finns ett fågeltorn med utsikt över våtmarkerna i naturreservatet.
Redan år 2003 blev Ronneby Brunnspark ett kulturreservat. Området omfattar den äldre kulturmiljön kring Brunnshotellet samt den del av Brunnsskogen som i första hand utgjorde en del av kurparksmiljön såsom den utformades under andra hälften av 1800-talet.
Naturreservatet ingår i EU:s ekologiska nätverk, Natura 2000.